# Isla Partida
La isla Partida es una isla ubicada en el golfo de California. Está conectada a la isla Espíritu Santo por un canal de pocos metros de profundidad. La orografía de ambas islas es completamente diferente de otras islas del Golfo; han sido declaradas por Unesco como biósferas. Está localizada cerca de La Paz en un viaje corto en bote.
El área terrestre de la isla es de 15,495 km² y pertenece al municipio de La Paz, en Baja California Sur.
La playa Ensenada Grande en la Isla Partida fue votada la playa más hermosa en México por The Travel Magazine y una de las 12 playas en el mundo. El kayak es una de las actividades más populares en la isla.